# Richard Frankland
Richard J. Frankland (* 16. Dezember 1963) ist ein australischer Aborigine vom Stamm der Gunditjmara, ein Sänger, Liederschreiber, Autor und Filmregisseur. Geboren wurde er in Victoria. Er arbeitete als Offizier im Jahre 1988 in der Royal Commission into Aboriginal Deaths (Königliche Untersuchungskommission von Aborigine-Selbstmorden), die zu seiner Dokumentation Who Killed Malcolm Smith führte und sein Leben stark beeinflusste. Neben seiner schöpferischen Tätigkeit arbeitet er intensiv in Kultur- und Traditionspflege-Workshops unterschiedlichster Aboriginesvölker mit.

## Arbeiten
Frankland schrieb mit John Foss gemeinsam an seiner ersten Dokumentation Songlines. Anschließend produzierte er zahlreiche weitere Dokumentationen, Videos und Filme.
Er schrieb die Musikstücke für seine Filme und trat 1992 mit seiner ersten Band Djaambi als Vorgruppe bei Prince bei dessen Tournee durch Australien auf. 2001 gründete er die The Charcoal Club mit denen er 2006 zwei CDs Cry Freedom herausbrachte. 2002 schrieb er das Theaterstück Conversations With The Dead, in dem er seine Arbeit aus dem Jahre 1988 in der Königlichen Untersuchungskommission wegen der hohen Selbstmordrate der Aborigine verarbeitete. Im Jahre 2005 fasste er den traditionellen Film Walkabout als Oper für die Chamber Made Opera neu.
2006 gewann er mit dem Drama The Circuit in Broome einen Preis wie auch mit seiner TV-Kinderserie Double Trouble in Sydney.
Im Jahre 2007 qualifizierte er sich zum Master of Arts und brachte im gleichen Jahre über das Schicksal eines zehnjährigen Koori-Aborigine-Jungen ein Buch heraus.

## Film und Theater
Sein Film No Way To Forget gewann den Preis für den besten Kurzfilm Australiens im Jahre 1996 und wurde im selben Jahr auf dem Internationalen Filmfestival Cannes gekürt. Weitere Filme von Frankland sind Harry’s War aus dem Jahre 1999, Who Killed Malcolm Smith von 1992 und After Mabo im Jahr 1997.
2002 produzierte er das Theaterstück Conversations with the Dead. Seit den Jahren 2008/2009 arbeitet er an einer Performance, die seine Erfahrungen im Mittleren Osten und in Mexiko als Filmregisseur unter dem Gesichtspunkt, was ein Krieg für Folgen bei Kindern hinterlässt, verarbeitet.